# Mino, Gifu
Mino (美濃市 Mino-shi)　là một thành phố thuộc tỉnh Gifu, Nhật Bản.